# История генетики

## Зачатки генетики

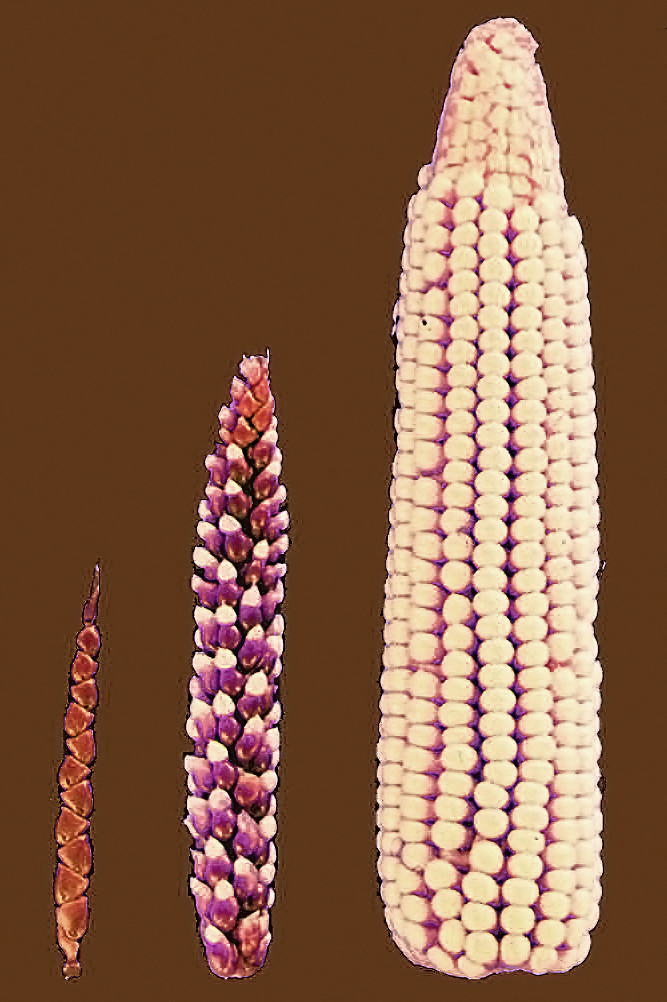
Кукуруза прошла пять долгих тысячелетий искусственного отбора

Зачатки генетики можно проследить ещё в доисторические времена. Судя по разнообразным археологическим данным, уже 6000 лет назад люди понимали, что некоторые физические признаки могут передаваться от одного поколения к другому. Отбирая определённые организмы из природных популяций и скрещивая их между собой, человек создавал улучшенные сорта растений и породы животных, обладавшие нужными ему свойствами. На вавилонских глиняных табличках указывались возможные признаки при скрещивании лошадей. Однако основы современных представлений о механизмах наследственности были заложены только в середине XIX века. Хотя успехи микроскопии и позволили установить, что наследственные признаки передаются из поколения в поколение через сперматозоиды и яйцеклетки, оставалось неясным, каким образом мельчайшие частицы протоплазмы могут нести в себе «задатки» того огромного множества признаков, из которых слагается каждый отдельный организм.

## Эра классическойгенетики

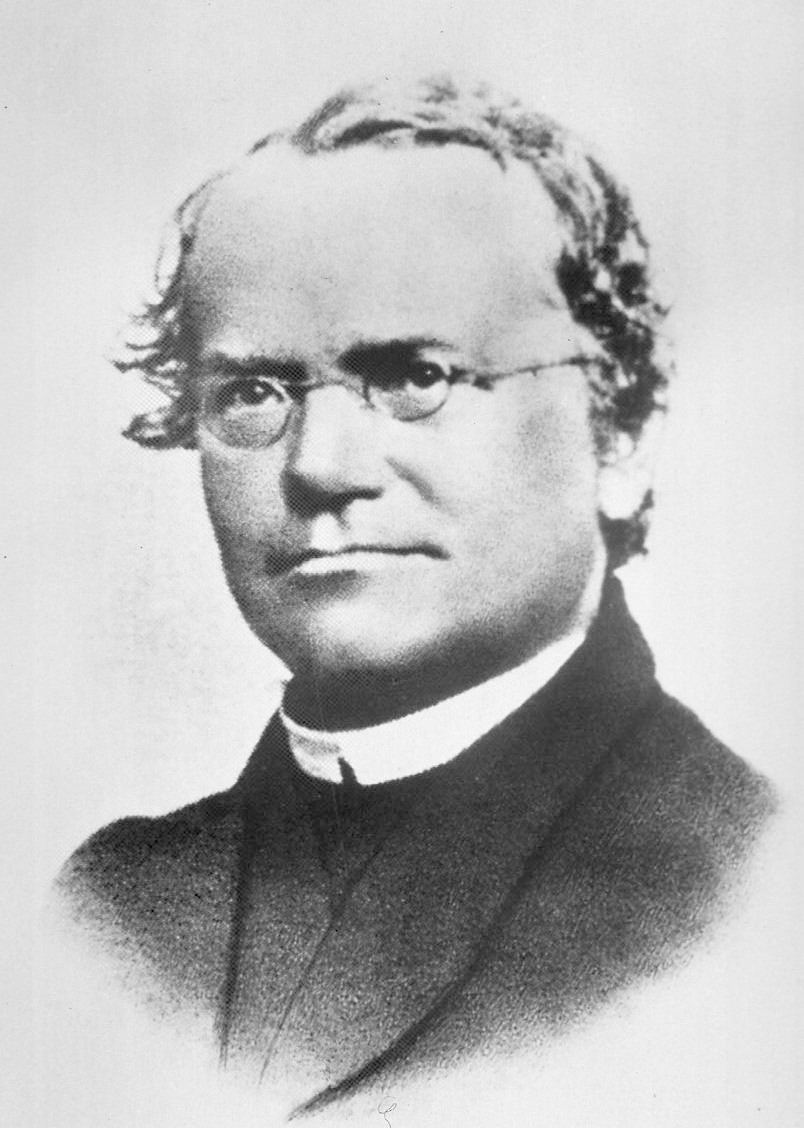
Грегор Мендель, «отец генетики»

- 1865 Грегор Мендель делает доклад «Опыты над растительными гибридами».
- 1869 Фридрих Мишер открыл ДНК как главную составную часть ядер, названную им нуклеином (Nuclein).
- 1885 Август Вейсман высказывает предположение, что количество хромосом в половых клетках должно быть вдвое меньше, чем в соматических клетках.
- 1901 Публикация работы Хуго Де Фриза «The Mutation Theory: Experiments and Observations on the Origin of Species in the Vegetable Kingdom».
- 1903 Теодо́р Ге́нрих Бо́вери высказал предположение о том, что хромосомы являются носителями наследственности. (Хромосомная теория наследственности)
- 1905 Уильям Бэтсон в письме к Адаму Сэджвику вводит термин «генетика».
- 1908 Открыт закон Харди — Вайнберга.
- 1909 Введён термин наследственной единицы: «ген» датским учёным В. Иогансеном.
- 1910 Томас Хант Морган доказывает, что гены расположены в хромосомах.
- 1913 Альфред Стёртевант составляет первую генетическую карту хромосомы.
- 1918 Рональд Фишер публикует работу «On the correlation between relatives on the supposition of Mendelian inheritance», которая знаменует начало работ по созданию Синтетической теории эволюции.
- 1920 Русский учёный Н.И. Вавилов сформулировал закон гомологических рядов наследственности и изменчивости, что обеспечивало тесную связь генетики с эволюционным учением.
- 1928 Фредерик Гриффит обнаруживает молекулу наследственности, которая передаётся от бактерии к бактерии (см. Эксперимент Гриффита).
- 1931 Кроссинговер как причина рекомбинации (см. Барбара Мак-Клинток и Цитогенетика).
- 1941 Эдвард Тейтем и Джордж Бидл показывают, что в генах закодирована информация о структуре белков.

## ЭраДНК

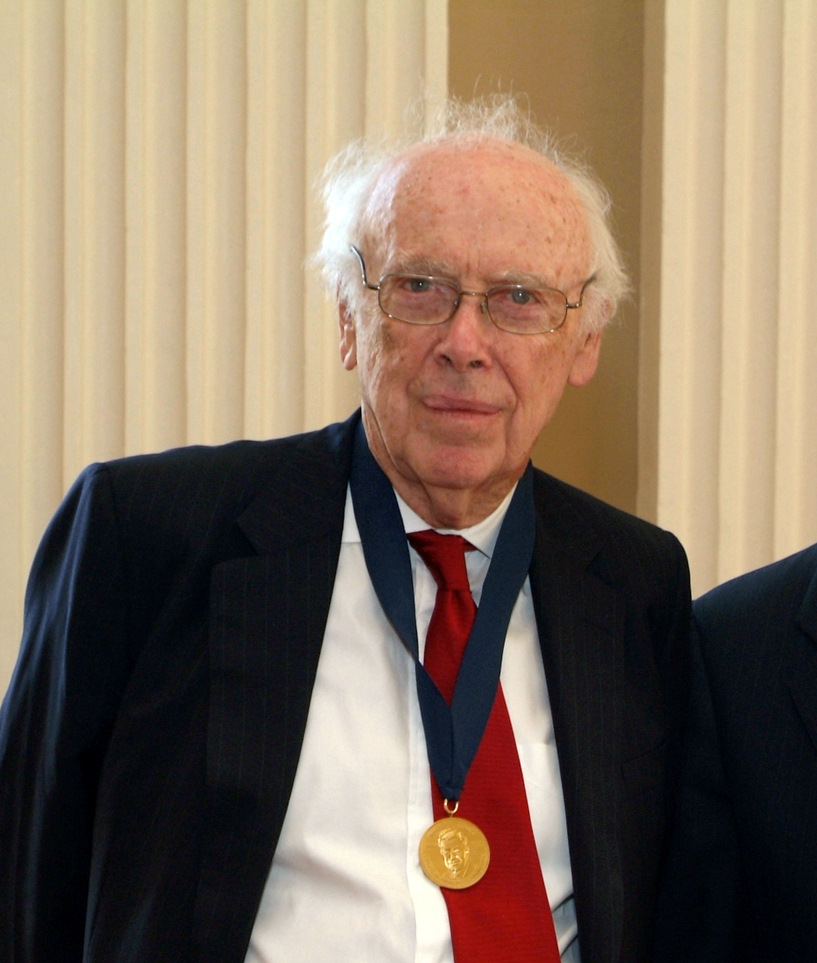
Джеймс Уотсон, первооткрыватель структуры ДНК

- 1944 Освальд Эвери, Колин Маклеод и Маклин Маккарти изолируют ДНК (тогда его называли трансформирующим началом (transforming principle)).
- 1950 Эрвин Чаргафф показывает, что, хотя доля нуклеотидов в ДНК не постоянна, наблюдаются определённые закономерности (например, что количество аденина, A, равно количеству тимина, T) (Правило Чаргаффа). Барбара Мак-Клинток обнаруживает транспозоны у кукурузы.
- 1952 Эксперимент Херши — Чейз доказывает, что генетическая информация бактериофагов (и других организмов) содержится в ДНК.
- 1953 Структура ДНК (двойная спираль) расшифрована Джеймсом Уотсоном и Фрэнсисом Криком с помощью Розалинд Франклин.
- 1956 Joe Hin Tjio и Алберт Леван впервые верно устанавливают Хромосомное число человека: 46 хромосом в диплоидном наборе.
- 1958 Эксперимент Мезельсона и Сталя показывает, что удвоение ДНК носит полуконсервативный характер.
- 1961 Выяснено, что генетический код состоит из триплетов (Маршалл Уоррен Ни́ренберг).
- 1964 Говард Тёмин на примере РНК-содержащих вирусов показал, что центральная догма Уотсона не всегда верна.
- 1970 При изучении бактерии Гемофильной палочки обнаружены ферменты рестриктазы, которые позволяют вырезать и встраивать участки молекул ДНК.

## Геномнаяэра

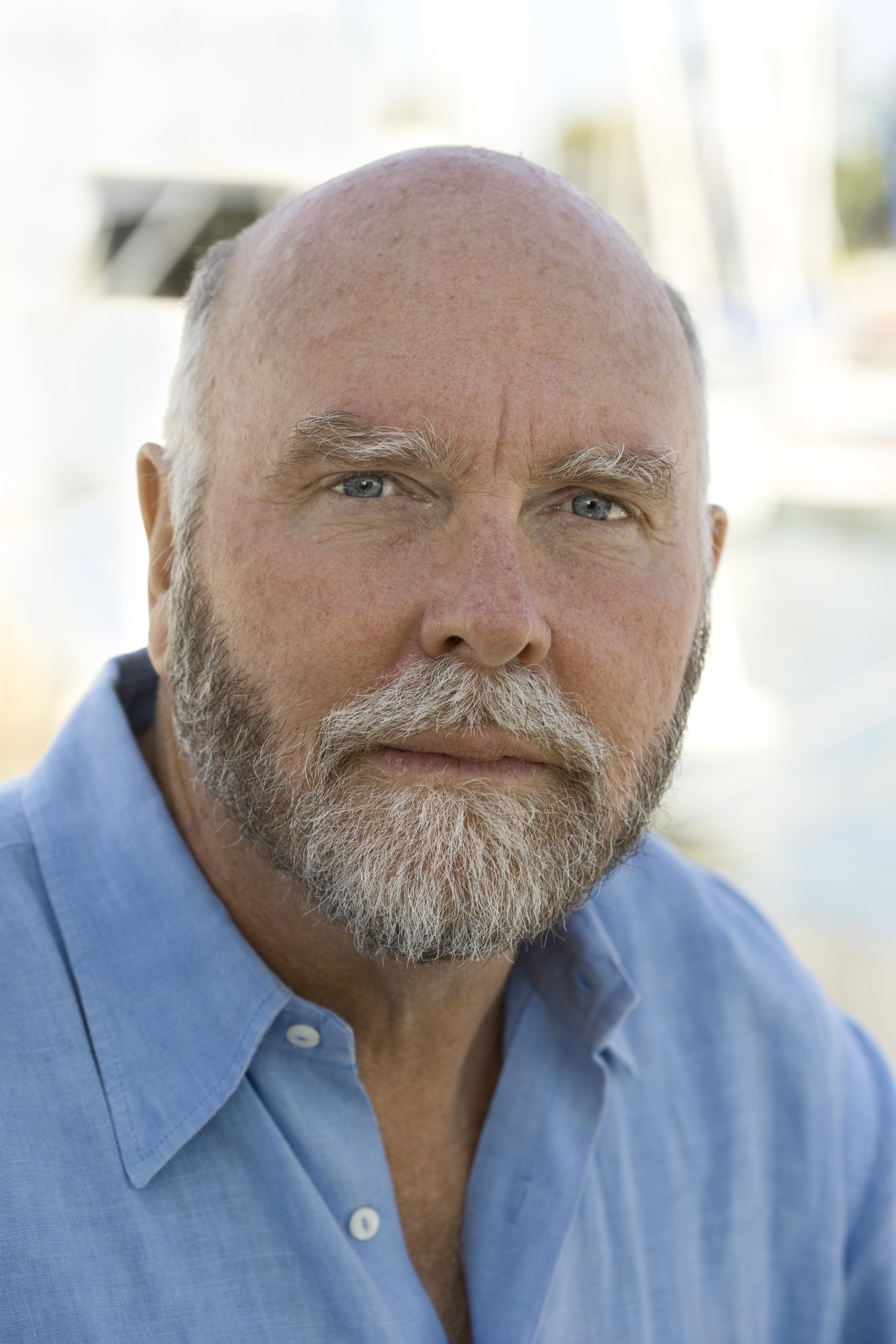
Крейг Вентер, «геномный колдун»

- 1977 ДНК секвенирована впервые независимо Фредериком Сенгером, Уолтером Гилбертом и Алланом Максемом. Лаборатория Сенгера полностью секвенирует геном бактериофага Φ-X174.
- 1983 Кэри Бенкс Муллис открывает полимеразную цепную реакцию, открывающую возможности простой и быстрой амплификации ДНК.
- 1989 Впервые секвенирован ген человека (Фрэнсис Коллинз и Лап-Че Цуи). Ген кодирует белок CFTR. Дефекты в последовательности гена приводят к развитию опухолей.
- 1995 Впервые полностью секвенирован геном организма невирусной природы — бактерии Гемофильной палочки.
- 1996 Впервые полностью секвенирован геном эукариотного организма — пекарских дрожжей Saccharomyces cerevisiae.
- 1996 Первое клонированное млекопитающее животное, которое было получено путём пересадки ядра соматической клетки в цитоплазму яйцеклетки Яном Вилмутом и Китом Кэмпбеллом в Рослинском институте.
- 1998 Впервые полностью секвенирован геном многоклеточного эукариотного организма — нематоды C. elegans.
- 2001 Обнародованы первые наброски полной последовательности генома человека одновременно Проектом «Геном человека» (Human Genome Project) и Celera Genomics.
- 2003 (14 апреля) Проект «Геном человека» успешно завершён: 99 % генома секвенировано с точностью 99,99 %.[1]
- 2008 Стартовал международный проект по расшифровке геномов 1000 человек.[2][3]
- 2010 Институтом Крейга Вентера собран полностью искусственный геном бактерии на основе известного минимального набора природных генов: Mycoplasma mycoides JCVI-syn1.0.
- 2016 Геном впервые секвенирован в космосе, астронавт NASA Кейт Рубинс провел эксперимент используя устройство MinION на борту Международной космической станции.[4]
- 2019 Фонд прикладной молекулярной эволюции США синтезировал новые четыре аналога азотистых оснований, создав тем самым транскрибируемую синтетическую ДНК с восьмибуквенным алфавитом.